# میتسورو چییوتاندا
میتسورو چییوتاندا (انگلیسی: Mitsuru Chiyotanda؛ زادهٔ ۱ ژوئن ۱۹۸۰) بازیکن فوتبال اهل ژاپن است.
از باشگاه‌هایی که در آن بازی کرده‌است می‌توان به باشگاه فوتبال ناگویا گرامپوس، باشگاه فوتبال جوبیلو ایواتا، باشگاه فوتبال آویسپا فوکوئوکا، و باشگاه فوتبال آلبیرکس نیگاتا اشاره کرد.